# Ayenia velutina
Ayenia velutina är en malvaväxtart som beskrevs av Ignatz Urban. Ayenia velutina ingår i släktet Ayenia och familjen malvaväxter. Inga underarter finns listade i Catalogue of Life.